# Wii Music
《Wii Music》（又译作），是任天堂為Wii平台推出的新世代音樂遊戲。遊戲軟件運用Wii遙控器的特徵，讓玩家用接近實際演奏的方法簡單地享受音樂。

## 概要
本作的雛形首次於2005年東京電玩展發佈，當時的軟件只配合Wii遙控器提供名為「打鼓」和「管弦樂團」的試玩。於E3 2006正式向外界示範：情報開發本部總監兼總經理宮本茂利用「管弦樂團」演奏出塞爾達傳說。現場亦設置了進一步試玩。2007年，本軟件的進一步製作資料正式被公佈，並於E3 2008的新產品發佈會上成為重點推介之一。
日本的宣傳廣告標語是「誰都能感受演奏音樂的感動。」（「誰にでも、音楽を奏でる感動を。」）；英文的宣傳廣告標語是「以不昂貴的課程把音樂的創意和快樂帶給人家」（bringing the joy and creativity of musicianship to one's home without expensive music lessons）。
以Wii專用軟件為首的「Touch Generations！ 」系列之一。宮本茂指出其理念是「製作只有遊戲和樂器都沒有的東西」、「讓軟件像新樂器一樣」。遊戲製作中是以戶高一生、永田權太、峰岸透、横田真人、長田潤也、渡邊貴宏、近藤浩治等的任天堂音樂成員為首。
不過，本作比較相似的Wii系列時，相對不太受大眾歡迎。部分玩家的意見是遊戲界面過於簡易和大眾化，沒有足夠的特色。於2009年，《Wii Music》的銷量大約為2.65百萬份，相對於《Wii Sports》和《Wii Fit》系列均早已達至數千萬的銷量明顯大幅落後。

## 遊戲運作

### 遊戲進行
遊戲分為跟隨樂曲演奏的Jam Mode、自由表演和迷你遊戲三類。前兩類進行時，播放機會映出一隊模擬樂隊的畫面，按照Wii遙控器、雙節棍控制器和Wii平衡器的訊號和移動作出相應變化。總體來說，Jam Mode和自由表演均不會有傳統音樂遊戲的計分、分級和強制離場，希望各玩家發揮自己的創意，進行不同的音樂實驗。玩家完成遊戲後會填好一份單線韻律樂譜，當中系統會自動修正部分音階和音程長短，令音樂播放不會出現明顯錯誤。
與肖像畫頻道Mii對應，已登記的Mii會出現在自己的播放機中可供使用。演奏的內容會被即時紀錄，與其他附有《Wii Music》軟件的人通過任天堂Wi-Fi連接分享。

### 樂器及聲音
玩家能選擇任何一種樂器的聲音去演奏，或能最多4人同時以不同樂器演奏。於Jam Mode中，即使玩家只玩一種樂器，他仍可設定其他6種樂器供系統調較，否則一切隨機。遊戲總共提供超過66種模擬樂器，或動物聲響予玩家選擇，分別如下：
鋼琴系
- 鋼琴
- 電子琴（FM）
- 玩具琴
- 羽管鍵琴
- 豎琴
- 揚琴
- 馬林巴
- 顫音琴
- 鋼鼓
- 手搖鈴
- 定音鼓

吉他系
- 木吉他
- 烏克麗麗
- 電吉他
- 電子音吉他
- 班卓琴
- 錫塔琴
- 三味線
- 口簧琴
- 電貝斯

敲擊樂器系
- 鼓
- 搖滾樂鼓
- 爵士樂鼓
- 拉丁樂鼓
- 雷鬼樂鼓
- 敘事曲鼓
- 電子音鼓
- 爵士鼓
  - 小鼓
  - 響鑼
  - 大鼓
  - 銅鑼
- 太鼓
- 康加鼓

敲擊樂器系（續）
- 爆音響鑼
- 電子音康加鼓
- Djembe
- Timbales
- 沙鎚
- 鈴鼓
- 鈴
- 樹鈴
- 響板
- Jaleo
- 牛鈴
- Vibraslap
- 刮瓜
- 透明鼓
- 口技敲擊樂

管弦樂系
- 小號
- 電子音法國號
- 色士風
- 單簧管
- 牧童笛
- 手風琴
- 風笛
- FC遊戲機（矩形波）
- 大號
- 長笛
- 口琴
- 小提琴
- 大提琴
- 低音提琴
- 電子音低音提琴

其他
- 人聲
- MC
- DJ
- 格鬥家
- 狗
- 貓
- 手指劈啪
- 劈瓦
- 競技啦啦隊
- 警笛
- 鳴笛
- 指笛

### 裝置操作
使用不同樂器的時候，對玩家的操作要求亦相應不同，譬如鋼琴和敲擊樂器需要玩家不停上下揮動Wii遙控器，以代表敲動相關琴鍵或鼓面；小提琴則要玩家模仿拉動動作般輕輕移動；在部分情況下，揮動雙節棍控制器代表敲打鼓邊或吉他的指板；Wii平衡器則是用於爵士鼓方面，亦可以代表鋼琴的踏板。
此外，每一種樂器都會因應其實際情況，讓裝置上的按鍵帶出不同的效果。按鍵效果的例子包括弱音、和聲、琶音、震音、滑音等等。

### 收錄樂曲
為Jam Mode而收錄的樂曲合共有52首，包括古典音樂、童謠、民謠、15首授權音樂和7首任天堂遊戲音樂。
古典音樂
- 歡樂頌
- 結婚進行曲
- 天鵝湖
- 自新世界
- 小步舞曲
- G大調弦樂小夜曲
- 藍色多瑙河
- 卡門

近代經典
- American Patrol Op.92
- The Entertainer
- 小星星
- Do-Re-Mi
- 爺爺的古老大鐘
- 祝你生日快樂
- 洋基歌
- 雅克弟兄
- Flea Waltz
- Turkey in the Straw
- Oh My Darling Clementine
- 斯卡布羅集市
- Souvenir for Violin & Piano
- 櫻花
- Тро́йка
- La Bamba
- Sobre las olas
- La Cucaracha

流行音樂
- Daydream Believer
- 昂首向前走
- Jingle Bell Rock
- Please Mr. Postman
- LOCOMOTION
- Woman
- Every Breath You Take
- September
- Material Girl
- I'll Be There
- I've Never Been to Me
- 烈火戰車

遊戲音樂
- 薩爾達傳說
- F-ZERO
- 超級瑪利歐兄弟
- 動物森友會
- 歡迎光臨！動物森友會
- Wii Sports
- Wii Music

### 迷你遊戲
- Mii Maestro

玩家以一個適當的速度揮動手上的Wii遙控器，控制畫面上的Mii指揮管弦樂團。指揮中途並不會對玩家表現作出提示，惟管弦樂團會隨著指揮表現有明顯變化，需要玩家自行留意。本遊戲亦容許多玩家，可以指揮同一樂團，或分別指揮高低音和聲。
- Handbell Harmony

玩家利用Wii遙控器和雙節棍控制器，控制畫面上的兩個手搖鈴，擊中屏幕所顯示的音符。越準確者越能獲得高分。
- Pitch Perfect

測試玩家能否分辨不同的聲音，或準確答出該段聲音是屬於哪一種樂器。
- 打鼓班

玩家要使用Wii平衡器學習打出低音鼓和銅鈸的拍子。越準確者越能獲得高分。

## 外部連結
- 日本《Wii Music》官方網站 （页面存档备份，存于）
- 世界《Wii Music》官方網站 （页面存档备份，存于）
- 美國《Wii Music'》網頁資訊 （页面存档备份，存于）